# Stadshuset i Nyköping AB
Stadshuset i Nyköping AB är ett svenskt förvaltningsbolag som agerar moderbolag för de verksamheter som Nyköpings kommun har valt att driva i aktiebolagsform. Bolaget ägs helt av kommunen.

## Bolag
Källa: 
- Gästabudstaden Aktiebolag (100%)
- Nyköping Vattenkraft AB (100%)
- Nyköpingshem Aktiebolag (100%)
- Stationsfastigheter i Nyköping AB (100%)